# Charleston – Zwei Fäuste räumen auf
Charleston – Zwei Fäuste räumen auf ist eine italienische Gangsterkomödie mit Bud Spencer aus dem Jahr 1977. Der Film gehört zum Genre der Heist-Movies.

## Handlung
Der trottelige Joe LoMonaco ist der Besitzer der Blue Star, eines schwimmenden Casinos, das jedoch keinen Gewinn abwirft. Darum heckt er gemeinsam mit seinem Anwalt Morris einen Plan aus. Er kündigt an, das Schiff für 3 Millionen Pfund verkaufen zu wollen, während Morris per Zeitungsannonce vorgibt, ein Schiff in genau gleicher Bauart für 5 Millionen kaufen zu wollen. Diesen Kaufvertrag würde Morris dann natürlich nicht abschließen. Zeitgleich denkt sich LoMonaco die waghalsigsten Ideen aus, wie er das Schiff durch Unfälle verlieren könnte, um die Versicherungssumme von 7 Millionen zu kassieren.
Dann tritt der gewiefte Ganove Charleston auf den Plan, der seinerseits LoMonaco übers Ohr hauen will. Zu diesem Zweck lässt er dem Scotland-Yard-Inspektor Watkins zunächst ein Gemälde von Paul Gauguin stehlen und lässt es so aussehen, als hätte LoMonaco das Bild. So sorgt er dafür, dass er trotz diverser Haftbefehle gegen ihn, die auf seine verschiedensten Namen ausgestellt sind, die Polizei ihn nicht behelligt, sondern ihm im Gegenteil auch noch behilflich ist.
Nach mehreren kleineren Vorbereitungs-Gaunereien kommt es zur Durchführung des eigentlichen Coups: Charleston tritt als reicher Brasilianer auf, der in einem kleinen Theater in London eine Show finanziert. In einem für diesen Zweck von Watkins beschlagnahmten Casino trifft er sich mit LoMonaco und Morris. Er kauft LoMonaco das Schiff ab und überzeugt ihn durch fingierte Fernsehnachrichten, dass dieses in einem Krieg versenkt worden wäre. Um doch noch die höhere Versicherungssumme zu kassieren, kauft Morris schließlich das Schiff teurer zurück, als es LoMonaco verkauft hatte.
Zu guter Letzt wird LoMonaco auch noch von Watkins für den Diebstahl des Gemäldes verhaftet.

## Synchronisation
| Darsteller       | Rolle           | Synchronsprecher      |
| ---------------- | --------------- | --------------------- |
| Bud Spencer      | Charleston      | Wolfgang Hess         |
| Herbert Lom      | Watkins         | Joachim Cadenbach     |
| Gino La Monica   | Sergeant Roy    | Wolfgang Pampel       |
| James Coco       | Joe LoMonaco    | Arnold Marquis        |
| Renzo Marignano  | Anwalt Morris   | Harry Wüstenhagen     |
| Ronald Lacey     | Frankie         | Joachim Tennstedt     |
| Claudio Ruffini  | Handlanger      | Hans-Werner Bussinger |
| Geoffrey Bayldon | Kapitän Bob     | Manfred Lehmann       |
| Geoffrey Bayldon | Onkel Fred      | Franz-Otto Krüger     |
| Jack La Cayenne  | Watson/Columbus | Manfred Grote         |
| Dino Emanuelli   | Bull            | Peter Schiff          |
| Lucretia Love    | Sekretärin      | Almut Eggert          |

## Kritiken
„Ein schlitzohriger Gauner, der sich die unfreiwillige Hilfe eines Scotland-Yard-Inspektors erschwindelt, und ein geldgieriger Millionär mit zweifelhaften Geschäftspraktiken versuchen sich gegenseitig zu übertölpeln. Trotz einer annehmbaren Geschichte nur anspruchslose und stellenweise erheiternde Gaunerkomödie.“

„Bud Spencer als Charleston hat trotz einer annehmbaren Story und gefälliger Mitspieler ohne seinen gewohnten Partner Terence Hill nur halb so viel Ausstrahlung aufs Publikum wie im Duett mit diesem.“

## DVD-Veröffentlichung
Der Film erschien am 20. Februar 2004 bei caroland auf DVD. 2007 brachte KSM eine remasterte Langfassung mit deutscher und italienischer Tonspur heraus.